# 越南中央学舍区总部旧址
越南中央学舍区总部旧址，位于中国广西壮族自治区南宁市西乡塘区心圩镇和德村九冬坡，为一个省级文物保护单位，类型为近现代重要史迹及代表性建筑，为第六批广西壮族自治区文物保护单位，公布时间为2009年5月4日。
越南中央学舍区总部旧址的历史年代为1951年。